# مانفريد لانشتاين
مانفريد لانشتاين (بالألمانية: Manfred Lahnstein)‏ (مواليد 20 كانون الأول 1937 في إركرات) سياسي ألماني في (الحزب الديمقراطي الاجتماعي الألماني). في عام 1982 كان وزير المالية الاتحادي كما شغل منصب الوزير الاتحادي للاقتصاد وحتى عام 2004 عمل لتكتل وسائل الإعلام برتلسمان.

## روابط خارجية
- مانفريد لانشتاين على موقع مونزينجر (الألمانية)